# Llista de jugadors amb les millors mitjanes individuals d'anotació per temporada de l'NBA
Aquesta llista mostra les millors mitjanes individuals d'anotació de l'NBA. Hi accedeixen aquells jugadors amb almenys 70 partits jugats o 1400 punts anotats. Cal recordar que l'NBA va instaurar la línia de tres punts durant la temporada 1979-80.
| Posició    | Temporada | Jugador             | Equip                   | Partits | TC    | T3  | TL  | Pts   | PPP  |
| ---------- | --------- | ------------------- | ----------------------- | ------- | ----- | --- | --- | ----- | ---- |
| 1          | 1961-62   | Wilt Chamberlain    | Philadelphia Warriors   | 80      | 1.597 | 0   | 835 | 4.029 | 50,4 |
| 2          | 1962-63   | Wilt Chamberlain    | San Francisco Warriors  | 80      | 1.463 | 0   | 660 | 3.586 | 44,8 |
| 3          | 1960-61   | Wilt Chamberlain    | Philadelphia Warriors   | 79      | 1.251 | 0   | 531 | 3.033 | 38,4 |
| 4          | 1961-62   | Elgin Baylor        | Los Angeles Lakers      | 48      | 680   | 0   | 476 | 1.836 | 38,3 |
| 5          | 1959-60   | Wilt Chamberlain    | Philadelphia Warriors   | 72      | 1.065 | 0   | 577 | 2.707 | 37,6 |
| 6          | 1986-87   | Michael Jordan      | Chicago Bulls           | 82      | 1.098 | 12  | 833 | 3.041 | 37,1 |
| 7          | 1963-64   | Wilt Chamberlain    | San Francisco Warriors  | 80      | 1.204 | 0   | 540 | 2.948 | 36,9 |
| 8          | 1966-67   | Rick Barry          | San Francisco Warriors  | 78      | 1.011 | 0   | 753 | 2.775 | 35,6 |
| 9          | 2005-06   | Kobe Bryant         | Los Angeles Lakers      | 80      | 978   | 180 | 696 | 2.832 | 35,4 |
| 10         | 1987-88   | Michael Jordan      | Chicago Bulls           | 82      | 1.069 | 7   | 723 | 2.868 | 35,0 |
| 11         | 1971-72   | Kareem Abdul-Jabbar | Milwaukee Bucks         | 81      | 1.159 | 0   | 504 | 2.822 | 34,8 |
| 12         | 1960-61   | Elgin Baylor        | Los Angeles Lakers      | 73      | 931   | 0   | 676 | 2.538 | 34,8 |
| 13         | 1964-65   | Wilt Chamberlain    | SF Warriors/Phil 76ers  | 73      | 1.063 | 0   | 408 | 2.534 | 34,7 |
| 14         | 1974-75   | Bob McAdoo          | Buffalo Braves          | 82      | 1.095 | 0   | 641 | 2.831 | 34,5 |
| 15 (empat) | 1962-63   | Elgin Baylor        | Los Angeles Lakers      | 80      | 1.029 | 0   | 661 | 2.719 | 34,0 |
| 15 (empat) | 1972-73   | Nate Archibald      | Kansas City-Omaha Kings | 80      | 1.028 | 0   | 663 | 2.719 | 34,0 |
| 17         | 1989-90   | Michael Jordan      | Chicago Bulls           | 82      | 1.034 | 92  | 593 | 2.753 | 33,6 |
| 18         | 1965-66   | Wilt Chamberlain    | Philadelphia 76ers      | 79      | 1.074 | 0   | 501 | 2.649 | 33,5 |
| 19         | 1979-80   | George Gervin       | San Antonio Spurs       | 78      | 1.024 | 32  | 505 | 2.585 | 33,1 |
| 20         | 2005-06   | Allen Iverson       | Philadelphia 76ers      | 72      | 815   | 72  | 675 | 2.377 | 33,0 |
| 21         | 1984-85   | Bernard King        | New York Knicks         | 55      | 691   | 1   | 426 | 1.809 | 32,9 |
| 22         | 1992-93   | Michael Jordan      | Chicago Bulls           | 78      | 992   | 81  | 476 | 2.541 | 32,6 |
| 23         | 1988-89   | Michael Jordan      | Chicago Bulls           | 81      | 966   | 27  | 674 | 2.633 | 32,5 |
| 24         | 1981-82   | George Gervin       | San Antonio Spurs       | 79      | 993   | 10  | 555 | 2.551 | 32,3 |
| 25         | 2002-03   | Tracy McGrady       | Orlando Magic           | 75      | 829   | 173 | 576 | 2.407 | 32,1 |